# Attentat de Sousse
L'attentat de Sousse est un attentat terroriste islamiste survenu le 26 juin 2015 dans la station balnéaire de Port El-Kantaoui près de Sousse, en Tunisie, et ayant fait 39 morts et 39 blessés. Perpétré par Seifeddine Rezgui, il est revendiqué par l'organisation État islamique.
Il s'agit de la pire attaque terroriste de l'histoire du pays.

## Déroulement
L'attentat a lieu sur une plage devant l'hôtel Imperial Marhaba de la chaîne RIU Hotels, situé dans la station de Port El-Kantaoui, à Hammam Sousse, au nord-ouest de Sousse.
Le terroriste arrive sur la plage avec la tenue d'un vacancier, son arme étant dissimulée dans un parasol. Il tue d'abord des touristes sur la plage avec une Kalachnikov, puis autour de la piscine, où il utilise une grenade. D'après un témoin tunisien, il cible les touristes de l'établissement et épargne les Tunisiens. Le terroriste, issu d'une mouvance salafiste, est abattu.

## Revendication
Dans la nuit du 26 au 27 juin, l'organisation État islamique revendique cet attentat à l'aide d'un communiqué diffusé via l'un de ses comptes Twitter officiels, et indique que l'assaillant connu sous le nom d'Abou Yahya Al Kairaouani, a mené une attaque contre un « bordel » et qu'il « a atteint sa cible, l'hôtel Imperial, en dépit des mesures de sécurité ».
Abou Yahya Al Kairaouani, de son vrai nom Seifeddine Rezgui, est un jeune Tunisien de 23 ans originaire de Gaâfour, une petite ville du gouvernorat de Siliana (nord-ouest de la Tunisie). À la suite de l'autopsie du corps de l'assaillant, les médecins légistes confirment qu'il était probablement sous l'empire d'une drogue lors de l'attaque, probablement du captagon, utilisée par l'État Islamique. Cependant ces conclusions sont mises en doute par Laurent Laniel, chercheur à l'Observatoire européen des drogues et des toxicomanies.

## Enquête
Il s'avère que Seifeddine Rezgui s'est rendu de manière illégale à Sabratha (Libye), fief d'Ansar al-Charia, en janvier 2015 ; il y est formé au maniement des armes et aurait pu côtoyer les deux auteurs de l'attaque du musée du Bardo. Lazhar Akremi évoque d'ailleurs un lien avec ces événements.
Les autorités tunisiennes annoncent par ailleurs que de nombreux suspects ont été arrêtés dont une fille qui s'avère être la petite amie de Seifeddine Rezgui et dont la police suspecte qu'ils ont passé la nuit ensemble, à Kairouan, la veille de l'attaque.
Le terroriste a jeté son téléphone dans la mer après avoir passé un dernier coup de fil à la suite de l'attaque. Ce téléphone, qui a été repêché par les forces de l'ordre, aurait révélé que des appels ont été émis vers un chauffeur de taxi qui l'a transporté sur place ; un autre appel d'une durée de onze secondes a été également émis quelques instants avant l'attaque vers un supposé djihadiste vivant à Tunis.

## Bilan humain
| Nationalité | Morts          | Blessés | Total |
| ----------- | -------------- | ------- | ----- |
| Royaume-Uni | 30             | 26      | 56    |
| Irlande     | 3              | 0       | 3     |
| Allemagne   | 2              | 1       | 3     |
| Tunisie     | 1 (assaillant) | 7       | 8     |
| Belgique    | 1              | 3       | 4     |
| Portugal    | 1              | 0       | 1     |
| Russie      | 1              | 1       | 2     |
| Ukraine     | 0              | 1       | 1     |
| Total       | 39             | 39      | 78    |

## Procès
Le procès de l'attentat du musée du Bardo et celui de l'attentat de Sousse ont lieu en même temps et sont retransmis en direct dans des salles d'audience à Paris et en Belgique. 51 personnes comparaissent, soit 25 pour Le Bardo et 26 pour Sousse. Les verdicts sont rendus le 8 février 2019 : 27 accusés sont acquittés, leurs aveux ayant été obtenus sous la torture selon leurs avocats et n'ayant pas de preuve matérielle de leur éventuelle implication dans les attentats. Sur les 24 restants, sept sont condamnés à la prison à vie, tous les autres écopant de peine allant de six mois à seize ans de prison alors qu'aucune condamnation à mort n'est prononcée. Chamseddine Sandi, considéré comme le cerveau des deux attentats, n'a pas été jugé car il est présumé avoir été tué dans un raid américain en Libye en 2016.

## Répercussions
Le gouvernement tunisien considère cette attaque comme un coup majeur porté au tourisme, comme après l'attaque du musée du Bardo, qui avait déjà entraîné en avril une baisse de 25,7 % sur un an du nombre de touristes. Le secteur du tourisme, qui représente environ 7 % du PIB, est considéré stratégique. La ministre du Tourisme Selma Elloumi estime que l'impact économique pour la Tunisie de cet attentat pourrait atteindre plus de 450 millions d'euros en 2015.
Tard dans la soirée de l'attentat, le chef du gouvernement, Habib Essid, annonce une série de mesures, à l'issue de la réunion de la cellule de crise au siège du gouvernement, notamment :
- l'ouverture d'une enquête et d'une évaluation générale pour déterminer les responsabilités et les défaillances ;
- la fermeture, dans un délai d'une semaine, d'environ 80 mosquées construites illégalement et propageant des discours extrémistes ;
- l'engagement de procédures légales, allant jusqu'à la dissolution de tous les partis et toutes les associations qui ne sont pas en conformité avec les dispositions constitutionnelles ;
- la révision du décret-loi sur les associations pour instituer le contrôle de l'État sur leur financement, certaines d'entre elles étant impliquées dans le financement du terrorisme ;
- le rappel de l'armée de réserve pour appuyer les forces armées et sécuritaires dans les zones sensibles ;
- la déclaration de certaines montagnes en tant que zones d'opérations militaires fermées ;
- la mise en place d'un plan exceptionnel à travers l'instauration d'une unité de sécurité touristique armée sur les plages, à l'intérieur des établissements touristiques, sites archéologiques et musées, à compter du 1er juillet ;
- l'organisation d'un congrès national pour la lutte contre le terrorisme au cours du mois de septembre 2015 ;
- l'octroi d'une récompense financière à toute personne qui contribue à prévenir un acte terroriste, identifier un terroriste et permettre son arrestation ;
- la tenue d'un conseil ministériel le 27 juin pour examiner la situation sécuritaire du pays ;
- le rassemblement de tous les partis politiques afin de réaliser l'unité nationale et de lutter contre le terrorisme dans les circonstances actuelles ;
- la tenue d'une réunion du conseil de sécurité nationale, le 28 juin, pour prendre des mesures complémentaires.

De même, il souligne que le pays a besoin d'une union nationale renforcée pour lutter contre le terrorisme, de moyens appropriés et d'une coopération internationale agissante.
Cependant, la désorganisation du ministère de l'Intérieur est pointée comme responsable du lourd bilan de l'attentat.

## Attentats en parallèle
Trois jours auparavant, l'État islamique avait appelé ses partisans à commettre des attaques lors du ramadan. Selon le chercheur Romain Caillet, « le ramadan est considéré par les djihadistes comme le mois du djihad ». Le jour même, deuxième vendredi du mois de ramadan, plusieurs attentats sont commis dans le monde par des djihadistes, à Saint-Quentin-Fallavier en France et dans une mosquée chiite au Koweït. En Syrie, l'État islamique mène un raid au cœur de Kobané et massacre au moins 164 civils kurdes. De leur côté, les djihadistes d'Al-Shabbaab, liés à al-Qaïda, prennent d'assaut un camp de la mission de l'Union africaine en Somalie, tuant des dizaines de soldats burundais,.

## Commémoration
Le Mémorial de la vague infinie, situé à Birmingham (Angleterre), a été installé en hommage aux victimes britanniques de cet attentat.

## Œuvre de fiction
En janvier 2017, l'intrigue du roman Sans Véronique de l'écrivain français Arthur Dreyfus s'inspire de l'attentat de Sousse, et brosse un portrait très proche de celui du terroriste Seifeddine Rezgui.